# Alexander Conze
Alexander Christian Leopold Conze (født 10. december 1831 i Hannover, død 19. juli 1914 i Berlin) var en tysk arkæolog.